# Тони Уот
Тони Уот е шотландски футболист, нападател, национален състезател..

## Професионална кариера
Юноша на Еърдри Юнайтед Шотландия като започва да тренира там през 2009. Играе като нападател, но се справя и като атакуващ полузащитник, ляво или дясно крило. Привлечен е в първия състав на Еърдри Юнайтед Шотландия през сезон 2010/11, а дебют прави на 24 юли 2010 г., а в първенството записва първи мач и първи гол на 7 август 2010 г. при равенството 3:3 с Ийст Файф Шотландия. Получава наградата за млад играч на месеца за декември 2010 г.
През януарския трансферен прозорец на 2011 г. е обект на интерес от Ливърпул Англия и Фулъм Англия. След проби при Глазгоу Рейнджърс Шотландия и седмица тренировки при Ливърпул Англия, в крайна сметка подписва тригодишен договор със Селтик Шотландия. Дебютира на 22 април 2012 г. при победата с 3:0 над Мадъруел Шотландия като отбелязва два гола, влизайки като резерва в мача. На 25 август 2012 за пръв път е титуляр и отбелязва два гола на Инвърнес Шотландия за победата с 4:2. На 7 ноември 2012 г. прави дебют в Шампионската лига в двубоя с Барселона Испания като отбелязва и гол за победата с 2:1. Млад играч на месец август 2012 г. Печели шампионска титла със Селтик Шотландия за сезон 2012/13.
На 31 август 2013 г. е даден под наем на Лиерс Белгия като дебютира за тима през септември 2013 г. и още в първия си мач срещу КВ Кортрейк Белгия се разписва 90 секунди след като влиза като смяна. През целия си престой независимо от отбелязаните 10 гола в 16 мача е открит конфликт с треньора на тима Стенли Мензо, който в крайна сметка и в крайна сметка е изпратен в Б отбора на тима и след това се завръща в „Селтик“ Шотландия. В резултат на добрите си игри в Белгия е желан от много тимове в страната и в крайна сметка през юли 2014 г. е купен за 1 200 000 паунда от Стандарт Лиеж Белгия.
Дебютира на 2 август 2014 г. при победата с 3:2 над КВ Кортрейк Белгия. Не успява да се наложи в тима и след само три отбелязани гола и през януари 2015 г. преминава в тима на Чарлтън Атлетик Англия. Отбелязва първи гол на 10 февруари 2015 г. при загубата с 3:2 от Норуич Англия. След първоначално добрите впечатления получава няколко дребни контузии и има слухове за проблеми при тренировките, поради което от 23 ноември 2015 г. е даден под наем на Кардиф Сити Уелс. Дебютира за тима на 16 януари 2016 г. при равенството 2:2 с Бърнли Англия, а първи гол вкарва на Болтън Уондърърс Англия. Въпреки добрите впечатления не може да бъде закупен от тима, заради забрана за трансфери и се завръща в Чарлтън, откъдето на 29 януари 2016 г. е даден под наем на Блякбърн Ровърс Англия. На 30 януари 2016 г. дебютира с гол в мача с Оксфорд Юнайтед Англия.
На 7 април 2016 се завръща в Чарлтън след контузия, а от юли 2016 г. е даден под наем на Хартс Шотландия, където не успява да впечатли след само един гол в 17 мача и на 1 януари 2017 г. се завръща в Чарлтън Атлетик Англия. На 13 август 2017 г. подписва с Льовен Белгия, но след само 1 гол в 11 мача напуска тима през февруари 2018. Тъй като няма право да играе за друг тим до лятото на 2018 г. тренира с Абърдийн Шотландия. През юли 2018 подписва със Сейнт Джонстън Шотландия. На 27 май 2019 г. е обявен трансферът му в ЦСКА. На 28 януари разтрогва с ЦСКА по взаимно съгласие поради семейни причини.
Дебютира за националния отбор на Шотладния до 19 години на 12 май 2011 г. при загубата от Дания с 1:0, а първи гол бележи на 23 септември 2011 при победата с 3:1 над Уелс като изиграва общо 5 мача с 1 гол за тази формация. Играе един мач за националния отбор на Шотландия до 20 години. Дебютира за националния отбор на Шотландия до 21 години през август 2012 г. и играе общо 9 мача с 5 гола. На 21 май 2013 е включен в състава на националния отбор на Шотландия за мача с Хърватия на 7 юни 2013 г., но не влиза в игра. Дебют играе на 24 март 2016 г. при победата с 1:0 над Чехия.